# 王栻
王栻（1469年—？），字景張，直隸鎮江府金壇縣人，明朝政治人物。

## 生平
弘治十一年（1498年）戊午科應天府鄉試舉人。弘治十八年（1505年）中式乙丑科會試第七十六名，三甲第五十九名進士。官至山東汶上縣知縣。

## 家族
曾祖王馭；祖父王秉；父王完，教諭。前母胡氏；母于氏；繼母潘氏。具慶下。